# 新観音橋

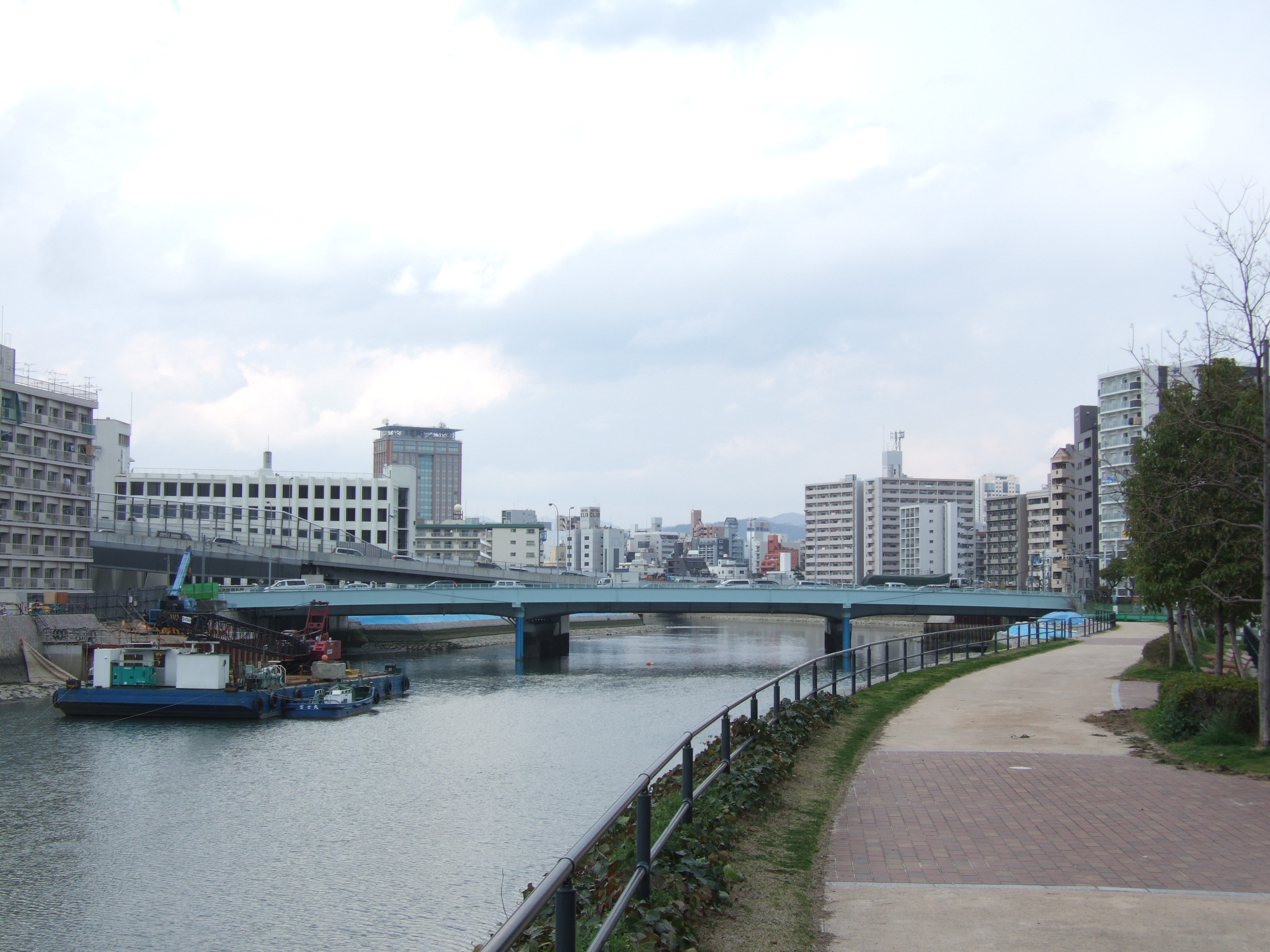
下流より

新観音橋（しんかんおんばし）は、広島県広島市の天満川に架かる道路橋。

## 概要
国道2号筋にかかる橋。最も上流側路線が西広島バイパスの観音ランプとなる。
橋名の由来は、かつて下流に存在した元国道2号筋の観音橋から。上流に観船橋がある。左岸袂に広島市立舟入市民病院、右岸側に広島市医師会看護専門学校、広島県立広島観音高等学校などがある。
東に行くと広島市道横川江波線（舟入通り）および広島電鉄江波線の交点、最寄の駅は広電舟入本町停留場となる。西に行くと旭橋および新旭橋がある。
新広島バイパス整備に伴い、1962年（昭和37年）6月に開通した。現在、市内の国道2号は観音方面から東へ西広島バイパスの延伸を進めており、2003年（平成15年）にこの橋右岸側まで高架が竣工した。最終的には平野橋まで行く予定となっている。ちなみに下流側の観音橋は2006年（平成18年）に全撤去されている。